# 페치바러드구

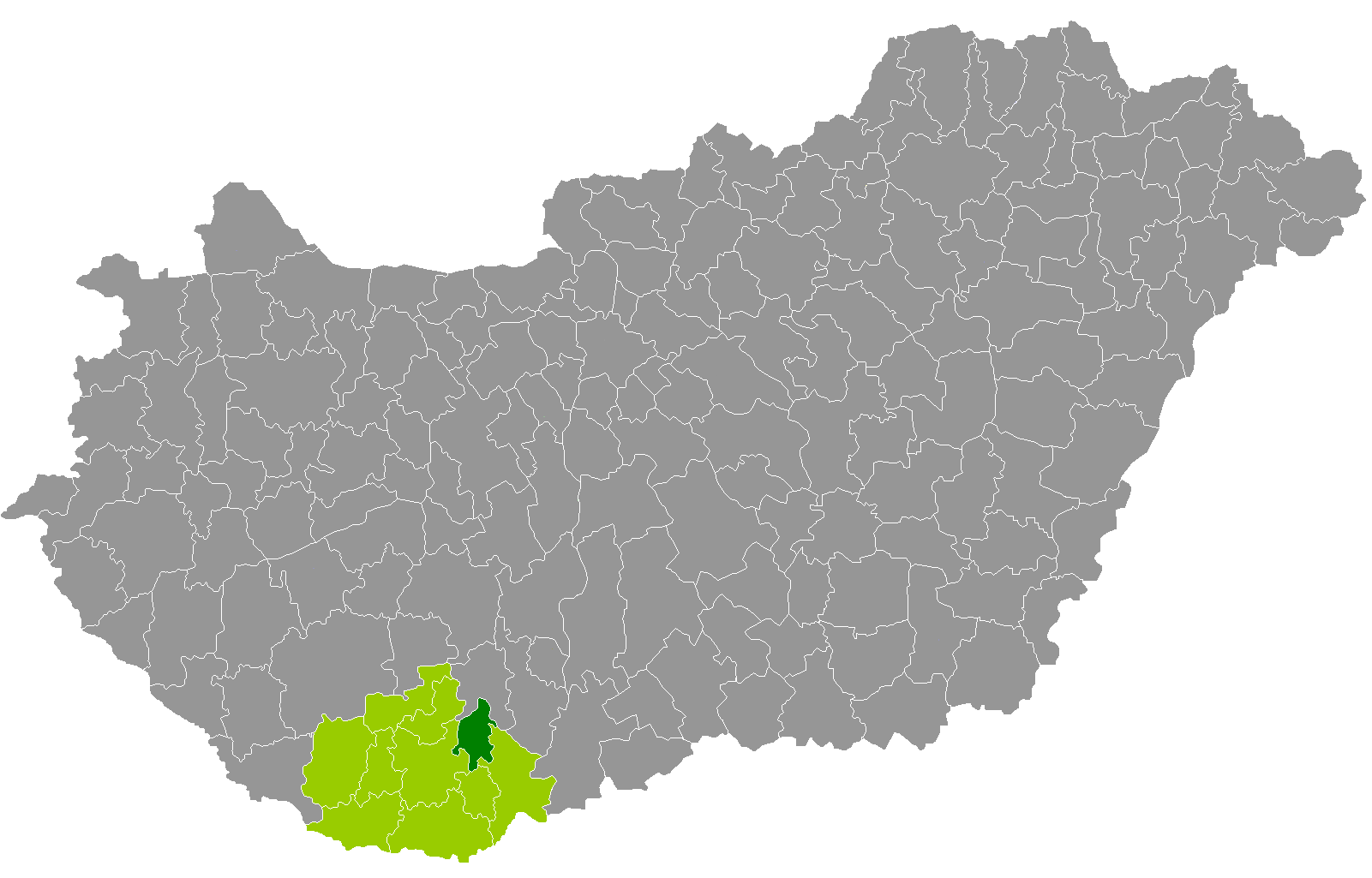
버러녀주 지도에 표시된 페치바러드구의 위치

페치바러드구(헝가리어: Pécsváradi járás)는 헝가리 버러녀주에 위치한 구로 구청 소재지는 페치바러드이며 면적은 246.44km2, 인구는 11,931명(2011년 기준), 인구 밀도는 48명/km2이다.
북쪽으로는 톨너주 보니하드구, 동쪽으로는 모하치구, 남쪽으로는 보이구, 서쪽으로는 페치구와 접한다. 17개 지방 자치체(1개 시, 16개 마을)를 관할한다.

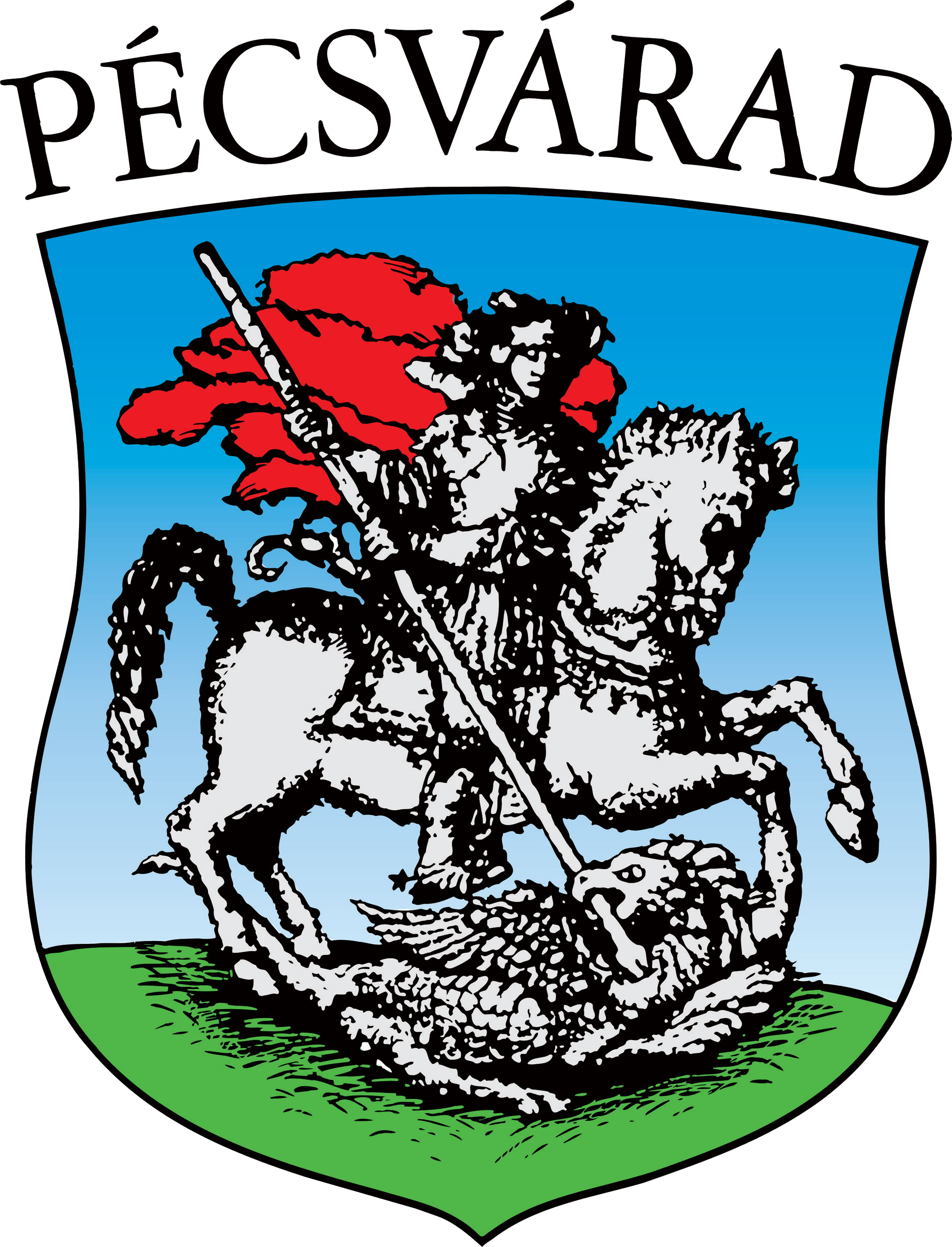
구 문장